# Johannes Forchhammer
 Der er flere personer med dette navn, se Johannes Forchhammer (DBU).
Johannes Nicolai Georg Forchhammer (20. marts 1827 i København – 19. juli 1909 sammesteds) var en dansk filolog og skolemand, søn af Johan Georg Forchhammer, far til Ejnar, Georg, Henni, Herluf, Holger, Johannes, Jørgen, Olaf og Viggo Forchhammer.

## Karriere
Forchhammer blev student 1843 fra Metropolitanskolen og tog filologisk embedseksamen 1849. 1852 disputerede han for magistergraden og foretog derefter med offentlig understøttelse en udenlandsrejse, hvorefter han privatiserede som lærer i København og holdt samtidig som privatdocent forelæsninger ved universitetet. 1859 blev han overlærer ved katedralskolen i Aalborg og 1868 rektor sammesteds, hvorfra han 1872 forflyttedes til Herlufsholm Skole. Han tog sin afsked 1892.
Foruden en mængde filologiske afhandlinger i forskellige tidsskrifter har han udgivet en meget benyttet lille latinsk læsebog (1846), en samling latinske stiløvelser, en vejledning til italiensk, oversættelse af Plautus og i Dansk Maanedsskrift en række afhandlinger, vedrørende Sveriges og overhovedet Nordens historie i begyndelsen af 19. århundrede. En kort tid deltog han i det politiske liv (som landstingsmand 1866-68), men opgav det, da han blev rektor.
Han blev Ridder af Dannebrog 1881 og Dannebrogsmand 1892.

## Familie
Gift 7. maj 1860 i Sandefjord med Abigael Marie Bing Ebbesen (9. november 1840 i Sandefjord – 9. august 1888 på Herlufsholm), datter af badelæge Jørgen Tandberg Ebbesen (1812-1887) og Henriette Marie Sophie Frisack (1811-1888). Næsten alle parrets børn blev kendte personer:
1. Johannes Georg Forchhammer (1861-1938)
2. Louise "Lulla" Traustedt, født Forchhammer (21. februar 1865 – 17. december 1948)
3. Henriette "Henni" Sophie Forchhammer (1863-1955)
4. Holger Forchhammer (1866-1946), gift med Berthe Forchhammer
5. Ejnar Forchhammer (1868-1928)
6. Johannes Forchhammer (1869-1955)
7. Emilie "Emmy" Forchhammer (18. november 1871 – 7. juni 1967)
8. Jørgen Ebbesen Forchhammer (1873-1963)
9. Herluf Trolle Forchhammer (1875-1968)
10. Viggo Forchhammer (1876-1967)
11. Aage Forchhammer (19. maj 1878 – 15. september 1878)
12. Anna Margrethe "Adethe" Bredenberg Andresen, født Forchhammer (31. august 1879 – 22. december 1963)
13. Olaf Forchhammer (1881-1964)

Johannes Forchhammer er begravet på Herlufsholm.